# Baka (pleme)
Baka, poznati i kao Bebayaka, Bebayaga, Bibaya ili Babinga, etnička su skupina koja naseljava jugoistočne predjele prašume Kameruna, sjevera Konga, sjevera Gabona i jugoistoka Srednjoafričke Republike. Ponekad ih se greškom svrstava u podgrupu naroda Twa, no ta dva naroda nisu uže povezani. Također, naziv "Baka" ponekad se greškom primjenjuje na narode s drugih afričkih teritorija, a koji se, kao i Bake i Twa narod, svrstavaju u pigmeje (danas taj termin više nije uljudno koristiti).

Baka narodi iz Konga i Sudana nemaju veze jedan s drugim.

## Kultura

### Populacija
Točan broj pripadnika Baka populacije teško je odrediti, ali se procjenjuje da ih ima između 5,000 i 28,000.

### Jezik
Za razliku od većine centralnoafričkih pigmejskih skupina, Bake su očuvale jedinstven jezik, koji se također zove Baka. On ulazi u grupu Adamawa-Ubangi jezika, iz jezične obitelji Niger-Kongo. Mnogi Bake govore i Koozime, jezik njihovih Bantu susjeda. Manja skupina govori i francuski.

### Život
Bake su lovci i skupljači. Skupina gradi privremene kampove koje sačinjavaju nastambe izgrađene od granja i lišća (iako danas sve više koriste Bantu-metode). Muškarci u okolnoj šumi love plijen pomoću otrovnih strijelica i koplja. Ponekad skupljaju i med iz košnica u šumskim krošnjama. Muškarci također love ribu pomoću neotrovne kemikalije koju dobiju drobljenjem prašumskog bilja. Pomoću brzog toka rijeke rasprše kemikaliju nizvodno. Kemikalija djeluje tako da ribe lišava kisika iz vode te one ubrzo počinju plutati po površini rijeke. Nakon toga ih lovci lako skupe. Drugu metodu ribolova prakticiraju isključivo žene. Ograde određeni dio toka (nekom vrstom male brane), zatim iz ograđenog dijela isipavaju vodu sve dok riba ne ostane na suhom, te je onda pokupe s tla. Žene također skupljaju šumsko voće i orašaste plodove te se brinu o pčelinjim zajednicama i košnicama u krošnjama. Njihova je i briga o djeci. Pleme ostaje na određenom području sve dok na njemu ima hrane, a kada ponestane lovine, nastambe se napuštaju, a pleme se seli u drugi dio prašume. U zajednici se sve odluke donose koncenzusom.

### Medicina
Bake su vješti u korištenju različitih vrsta bilja pri liječenju bolesti i neplodnosti. Posebna pažnja obraća se na zdravlje djece, s obzirom na to da su ona osobito podležna bolestima, koje često završavaju i smrću.

### Religija i vjerovanje
Bake su animisti. Štuju šumskog duha Jengija ili Djengija, kojeg vide i kao očinsku figuru i kao zaštitnika. Svaki uspješan lov završava plesom zahvalnosti poznatim pod nazivom Luma, a koji je praćen bubnjanjem i polifonim pjevanjem. Među najvažnijim ceremonijama je ona pod nazivom Jengi, dugi i tajni obred inicijacije kojim se slavi dječački prelazak u odraslog muškarca. Bake prakticiraju tradicionalnu medicinu i vračanje, a njihove vještine su toliko uspješne i poznate da često i pripadnici drugih etničkih skupina dolaze tražiti izliječenje kod Baka vračeva.

### Odnosi s drugim plemenima
Baka narod živi u relativnoj simbiozi s njihovim Bantu susjedima. Često smještaju svoje nastambe uz rubove puteva i cesta, radi lakšeg trgovanja; Bake trguju šumskom divljači, u zamjenu za razne proizvode. Unatoč tomu, izrabljivanje Baka naroda od strane ostalih etničkih skupina poražavajuća je stvarnost, osobito što su Bake još uvijek dosta neupoznati i nenaviknuti na trgovanje pomoću novca. Druge skupine često zapošljavaju pripadnike Baka naroda kao radnike, ali im mizerno plaćaju taj rad. Također, svjesni turističkog potencijala, neki ugovaraju turističke posjete i boravak u selima Baka naroda ili angažiraju Baka-vodiče za turiste koji žele obilaziti prašumu, a često im vrlo malo plate za takve usluge. 
Učestalost Baka-Bantu brakova je u porastu. Pripadnik Baka naroda koji se oženi izvan svoje etničke skupine obično usvaja životni stil i običaje one skupine u koju se priženio, tako da neki znanstvenici predviđaju kako će Bake s vremenom biti u potpunosti asimilirani u druge etničke skupine.

Bake su među najstarijim stanovnicima Kameruna i susjednih država. Njihov polunomadski način života očuvao se tisućama godina, unatoč činjenici da su se tijekom kolonijalizma morali preseliti na rubove šume, uz ceste, kako bi kolonijalistički vladari - bjelokosti gladni Francuzi i Nijemci - lakše mogli iskoristiti njihovu vještinu hvatanja slonova.

Danas kamerunska vlada pokušava njihova polunomadska naselja pretvoriti u stalna, a to čini tako da raznim odredbama potiče obavezno školovanje za svu djecu. Unatoč odredbama, Bake se većinom tome opiru. Najveća prijetnja njihovom načinu života ipak dolazi od strane multinacionalnih interesa raznih drvnih industrija i tvrtkā, koje imaju u planu koristiti prirodne resurse kojima prašuma obiluje. Ako nestane prašuma, životinje i biljke o kojima Bake ovise također će nestati.